# SEEC-T
SEEC-T（シークティー）は、昭和50年度（1975年）以降の日本の自動車排出ガス規制に対応した、富士重工業（現・SUBARU）の公害対策技術。

## 概要
SEEC-TとはSubaru Exhaust Emission Control - Thermalのアクロニムである。実際にはSubaru Exhaust Emission Control-Thermal & Thermodynamic Systemというより長い正式名称が存在し、日本語名としてはスバル排ガス抑制空気導入式燃焼制御システムが用いられた。
SEEC-Tは同時期の他社の排出ガス対策技術と同様に、導入車種の多くにトランクリッド等への「SEEC-T」エンブレムが貼付された他、車種のグレードに直接SEEC-Tを冠するなどの独自の宣伝手法も採られたため、対策前の車両との識別が容易に行えた。
一般的には1975年に採用され、他社に先駆けて昭和51年排出ガス規制を通過した「触媒を用いない方式」が著名であるが、実際にはそれ以前から触媒方式を含む幾つかの処理方式の研究開発及び市販車両への搭載が行われていた。

## 歴史

### 前身（SEECシステム）
スバルの排ガス対策機構の市販車両への搭載は、1970年大気清浄法改正法（いわゆるマスキー法）成立前後より北米輸出向け車両に搭載されるEA型水平対向4気筒エンジン（スバル・レオーネ、スバル・ブラットなど）を中心に行われ、SEECシステムという名称が付けられていた。
SEECシステムの開発は1960年代後半、スバル・ff-1の北米輸出に合わせて開始される。スバルにとって初めての排出ガス対策であったことから、万全を期してシールド式ブローバイガス還元装置、アイドリングリミッターなどのエンジン改良と同時に、同年代初頭にV型8気筒を搭載するアメリカ車を中心に「エアインジェクション・リアクター（AIR）」の名で採用が模索されていたエアポンプ式二次空気導入装置が、69モデルイヤー（以下MY）から71MYまでの輸出車両に採用された。
その後、排ガス規制に対する対処法にスバル技術陣が慣れてきたこともあり、72MYから74MYに掛けてはエアポンプを一旦廃してキャブレターへのオートチョーク採用や、減速時のハイドロカーボン（HC）減少対策、ディストリビューター改良による点火時期調整などのみで当時の北米内規制を通過、74MYカリフォルニア州仕様においては、前述の機構にEGRを組み合わせて対処された。
同時期、日本仕様では1970年式（昭和45年）ff-1 1300Gよりシールド式ブリーザー、アイドリングリミッターのみの装着で初歩の排ガス対策が開始され、翌1971年式（昭和46年）からはチャコールキャニスターも追加されるという状況であった。1973年式（昭和48年）より本格的に開始された昭和48年排出ガス規制には、前述の機構に加え、スロットルバルブの温水予熱（キャブヒーター）、吸気予熱機構（ウォームエアインテーク）、ダッシュポット、ディストリビューターへの負圧進角装置装着など、他社の48年規制対策車と概ね類似した機器で対処された。
75MYの北米輸出車では、マスキー法の規制値の正式適用が見送られるという米国内事情はあったものの、CO・HCは74MYの半分という新たな連邦規制値に対処するため、一度廃止されていたエアポンプが再度採用され、新たなエンジン改良として排気ポートにサイアミーズ・ポートが採用された。この時期のEA型エンジンは熱放散効率の良いアルミ合金製シリンダーブロックやバスタブ型燃焼室の採用、バルブオーバーラップを広く取れる水平対向エンジンの特性などもあり、同クラスの直列エンジンと比較してNOxの発生量が少ない恵まれた状況にあり、1974年度（昭和49年）当時の車両でも、こうした特性も来たるべき50年規制の先行対策として謳われていた。
1975年以降の日本の昭和50年排出ガス規制と、北米でのマスキー法正規規制値の本格適用とを見越して、1973年ごろのスバル社内では当時実用化されていたあらゆる排ガス対策機器が試験されたが、東洋工業（現・マツダ）によるロータリーエンジンのマスキー法適合で著名となったサーマルリアクターは熱問題から早々に採用が見送られ、酸化・還元・三元などの各種触媒も73年時点では信頼性と生産コストに課題がある状況であった。この時にフルトランジスタ方式のディストリビューターの全面採用と共に、3つのSEECシステムが同時平行的に研究開発された。
本命と目されたのは75年のマスキー法北米規制値および、日本の50年規制を見越して開発された、「エアポンプ又はリードバルブ方式二次空気導入装置」＋「酸化又は還元触媒」の組み合わせ（カリフォルニア仕様はEGRも追加）を主体技術としたSEEC-Bシステム（スバル排ガス減少装置-小型車）、および規制値が強化される1976年のマスキー法北米正規規制と、日本の昭和51年排出ガス規制とを見越して開発された、「エアポンプ又はリードバルブ方式二次空気導入装置」＋「酸化触媒＋還元触媒（二重触媒）、EGR」の組み合わせを主体技術としたSEEC-Cシステムの二つであった。当時、日本の排ガス規制においては触媒の定期交換が義務付けられていたため、触媒は交換作業が容易なペレット型の採用が見込まれていた。
しかし、スバル技術陣の間では貴金属を多用する触媒は耐久性、価格、安定供給面での不安要素が根強くあったことから、触媒に頼ることなくマスキー法をクリアするための機構の開発がSEEC-B/Cのサブプランという形で進められた。これが後のSEEC-Tである。

### 軽自動車の対策（SEEC-K）
スバルの軽自動車は1958年のスバル・360で初登場したEK31型以来、一貫して2ストローク直列2気筒を採用していた。当初強制空冷であったEK型は、吸気リードバルブの採用（EK32型）や水冷化（EK34型）といった進化を重ねていた。軽自動車の排出ガス対策自体は1971年式のスバル・R-2における空冷のEK33型より、チャコールキャニスターとアイドリングリミッターの装着という形で開始された。71年当時は原理上NOxの発生量が余り多くなく、原則として未燃焼ガス（ブローバイ）のクランクケース外への放出が起こり得ない（ブリーザーの概念が存在しないため）2ストロークの利点が排ガス対策として大真面目に喧伝されているような状況であり、R-2最終型およびスバル・レックスで採用されたEK34型は、1973年に軽自動車も対象に含める形で成立した昭和48年排出ガス規制こそ、前述の初歩の対策機器に加えて点火時期やスバルマチック分離給油機構のオイルポンプの微調整、温水式キャブヒーターの追加、排気デバイスの一種であるISV（アイドリング・サイレンス・バルブ）の採用などで乗り切れたものの、1975年に成立が予定された50年規制は2ストロークのままでは達成が困難であった。
翌76年の51年規制では2ストローク軽自動車向けの経過措置である暫定規制値（昭和50年暫定規制）が設定されたため、競合他社であるスズキやダイハツのようにひとまず2ストロークを継続しつつ並行して排ガス技術の開発を行い、2ストロークで規制適合を達成する道も残されていた。実際に当時のスバル社内では2ストロークのままでマスキー法をクリアすべく、機械式燃料噴射装置のガソリン直噴エンジンや、アフターバーナー方式による排ガス対策を試みたが、いずれの方式も当時の制御技術では排気温度の異常上昇の問題を克服できずに開発を断念、最終的に三菱やマツダと同じく4ストローク機関への全面転換を選択した。EK型の4ストロークへの転換はEK3x系の2ストロークエンジンを4ストロークへと再設計する手法が採られ、オイルポンプなどの油圧系統はEA型で実績のあったトロコイドポンプ、動弁機構はEA型よりも先駆けてタイミングベルト方式のSOHCを採用、4ストローク直列2気筒特有の振動は、フレデリック・ランチェスターが提唱したランチェスターバランサーを採用することで解決した。
この際、排ガス対策としてSEEC-Bの概念が移転され、軽自動車向けに「リードバルブ式二次空気導入装置＋酸化触媒」の構成で新たに設計されたものがSEEC-Kの名称で用いられることとなった。360ccの4ストロークエンジン（EK2x系列）は、1973年10月より軽乗用車のレックスより採用が開始されたが、低速トルクの面で課題があったことから1976年の軽規格拡大（550 cc）までは、軽商用車のスバル・サンバーでは引き続きEK34が採用されていた。

### SEEC-Tの登場

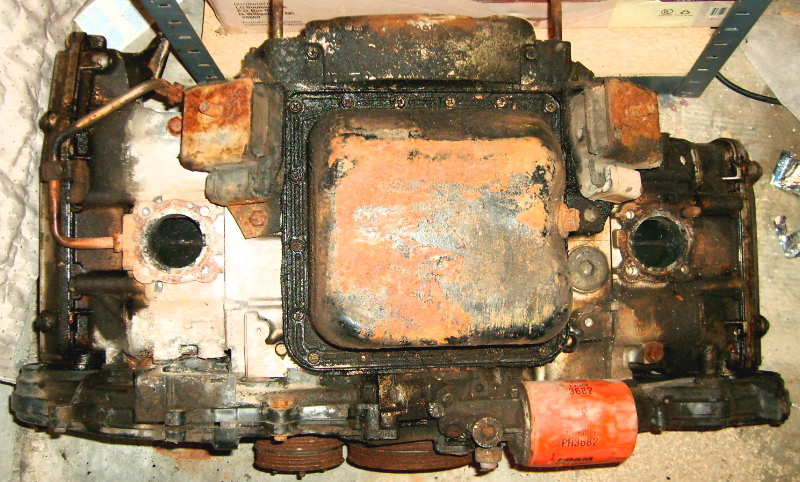
オイルパン側から見たEA82エンジン。三元触媒移行後のエンジンであるが、SEEC-Tの技術は引き継がれており、前後シリンダーの排気ポートはシリンダーヘッドで集合されている。そのため、一般のエンジンで見られるようなタコ足形状のエキマニは使用されていない。リードバルブ式二次空気は写真左側の排気ポートのみに接続されている。

SEEC-Tは1973年に触媒＋二次空気複合方式のSEEC-B/Cのサブプランとして立案され、燃焼室温度の抑制によるNOx低減、希薄燃焼と排気温度の適性維持によるCO・HCの抑制を狙い、基幹技術としてはリードバルブ式二次空気導入装置とEGRのみの採用が特徴であった。オーバースクエア方式でバルブオーバーラップの大きなEA型の特性を生かしたもので、等長型で延長の長いインテークマニホールド、排気ポートのサイアミーズ・ポート化と熱害対策としてのポート内へのライナーの挿入、エキゾーストマニホールド周辺の二重外殻化による排気温度の適性維持（700-750℃前後）などにより、触媒・エアポンプ等の補機なしでの排ガス対策を実現した。北米の寒冷地でのテストにおいては吸気予熱不足によりキャブレターのアイシングが発生したことから、排気管による吸気予熱（ヒートライザー方式）と、クランクケースブリーザーをシールド式からPCVバルブへ変更することで対処した。
1974年7月24日、サブプラン扱いであったSEEC-Tが、アメリカ合衆国環境保護庁（EPA）の75年排出ガス公式認定試験に合格。同時に米国でマスキー法の75年および76年規制値の正式適用が当面見送りとなったため、SEEC-Tがマスキー法対策のメインプランに昇格、SEEC-B/Cがサブプランに降格されることになった。その後エンジン改良を進めた結果、SEEC-Tシステムのままでもマスキー法への完全適合が達成できる目処が立ったため、日本国内では1975年1月13日にプレスリリースにて昭和50年規制適合車として正式発表、1975年8月にSEEC-T搭載のEA型の生産を開始し、10月に日本国内でも販売開始。1975年12月にはEK型もSEEC-T方式へと移行し、軽自動車初の51年規制適合車となった。
北米においては、1975年9月にEPAが76MY車両を対象に行った燃費試験において、SEEC-T搭載のレオーネがシボレー・シェベット、ダットサン・サニーB210と並んで燃費全米一の記録を達成した。また、ウエスタン・ワシントン大学が独自に製作している研究車両「バイキング」シリーズでもSEEC-T搭載エンジンが使用された記録が残っており、1976年の大陸横断エコラン（Sea to Sea Econorally）に出場する目的で製作された「バイキングII」では、LPG仕様に改造されたEA71型エンジンにて、同大会の全種目にて優勝を達成している。

### 三元触媒への移行
1978年（昭和53年）、73年比8%以下というマスキー法を越える当時世界で最も厳しい規制と恐れられた昭和53年排出ガス規制が施行された。スバルは従来型のSEEC-Tに、EGR及び吸気温度自動調整装置（ATC）の追加のみで対応したが、北米を中心に年々厳しくなる排ガス規制値や、エンジン改良の際に排ガス浄化とトレードオフの関係に陥りやすい燃費についてもCAFE規制が開始されたため、SEEC-Tの原設計のままでは次第に各国の規制値のクリアは困難な状況になっていった。
折しも、1979年（昭和54年）に日本でエネルギーの使用の合理化等に関する法律（省エネ法）が制定され、750kg-1000kg前後で13km/Lという日本型の燃費基準と共に、触媒の定期交換義務が削除されたため、スバルは日本メーカーで初めてモノリス式三元触媒の採用に踏み切った。当初はO2センサーによる空燃比フィードバック制御は採用されなかったが、それでも燃費はSEEC-T比で2km/Lの向上を示し、北米のCAFE規制値もギリギリで達成した。
その後、スバルは1981年（昭和56年）のEA81型からは、空燃比フィードバックとしては比較的安価なアナログECUの電子制御式キャブレター（ECC）を導入した。1974年の時点で電子制御式燃料噴射装置（EFI/EGI）のテストは始まっていたが、ECCと比較して高価であったことや、ECCの場合たとえECUが故障しても走ること自体は可能であるという冗長性の高さが社内で高く評価されていたことにより、1982年のデジタルECUへの切り換えを経てその後も自然吸気エンジンを中心に長く採用が続いた。同年、軽自動車もレックスの前輪駆動化を契機に2軸式バランサーシャフトと三元触媒方式への切り替えが行われ、SEEC-Tは三元触媒方式へと引き継がれる形で終焉を迎えることとなった。
なお、スバルでのEGIの本格採用は、1983年（昭和58年）のレオーネにおけるターボチャージャー仕様追加からで、各気筒にインジェクタ1本のマルチポイント式（MPI）、エアフロメーターはEGR制御の観点からLジェトロ方式が選定された。